# Soloe plicata
Soloe plicata là một loài bướm đêm trong họ Erebidae.